# Junkers Ju 287
Юнкерс Ю-287 (нем. Junkers Ju 287) — экспериментальный реактивный бомбардировщик нацистской Германии, являлся летающей лабораторией, на которой отрабатывалась концепция крыла обратной стреловидности и другие технологии для новых реактивных бомбардировщиков. 
Из-за сложностей заключительного этапа Второй мировой войны самолёт собрали из различных комплектующих самолётов других серий. Наличие неубирающегося шасси объясняется также соображениями экономии средств и времени. Единственным элементом, разработанным специально, было крыло обратной стреловидности, достигавшее 25° по передней кромке. 
Недостроенные второй и третий прототипы были захвачены Красной армией на завершающем этапе войны. В послевоенный период в СССР доработали концепцию самолёта с крылом обратной стреловидности.

## Разработка
Ju 287 разрабатывался в соответствии с потребностью Люфтваффе в бомбардировщике, значительно превосходившим истребители союзников по скорости. Концепция заключалась в том, чтобы просто избегать столкновения с истребителями, уходя от них в горизонтальном полёте. Стреловидное крыло было предложено главным конструктором проекта, доктором Хансом Вокке, как способ достижения дополнительной подъёмной силы на низких скоростях. Такая потребность возникла из-за недостаточной приемистости ранних турбореактивных двигателей, что серьёзно повышало аварийность, особенно этапах взлёта и посадки. 
Ещё одним конструктивным преимуществом крыла обратной стреловидности было возможность создания крупного оружейного отсека в передней части самолёта — перед главным лонжероном крыла; перед сборкой первого Ju 287 один из He 177 A-5 (обозначенный как прототип 177, V38) был модифицирован на заводе Letov в Праге для изучения технических характеристик такого бомбового отсека.
Первый прототип задумывался исключительно как летающая лаборатория для изучения аэродинамических характеристик крыла обратной стреловидности. Он был собран из фюзеляжа He 177 A-5, имел хвостовое оперение от Ju 388, шасси от Ju 352 и носовые колеса, взятых из разбившихся B-24 Liberator. Все шасси жёстко закрепили на самолёте ради упрощения конструкции и снижения веса и снабдили аэродинамическими обтекателями.
В движение самолёт приводился двумя двигателями Jumo 004, расположенными в мотогондолах под крыльями, а два других установлены в гондолах, закреплённых в передней части фюзеляжа.
Первый полёт состоялся 8 августа 1944 года. Пилотировал самолёт летчик-испытатель Зигфрид Хольцбаур. В ходе испытаний самолёт показал чрезвычайно хорошие летные характеристики. Была достигнута скорость 700—780 км/ч (по другим данным — 875 км/ч), что значительно выше скорости любого истребителя союзников того времени. Также проявили себя и недостатки крыла обратной стреловидности — эффект скручивания. В будущем конструкторы надеялись решить её путем увеличения числа двигателей до шести и их переноса под крыло.  
Изначально Ju 287 планировалось оснастить двигателями Heinkel-Hirth HeS 011, но из-за трудностей в разработке в качестве альтернативы был выбран двигатель BMW 003. Второй и третий прототипы, V2 и V3, должны были оснащаться шестью такими двигателями в тройном кластере под каждым крылом.   
В июле 1944 года работа над программой Ju 287, наряду со другими незавершенными проектами немецких бомбардировщиков (включая работы над тяжелым бомбардировщиком Юнкерса Ju 488), была остановлена. Но Юнкерсу было разрешено продолжать лётные испытания прототипа Ju 287 V1. К тому времени крыло для V2 было завершено.    
Всего было выполнено семнадцать испытательных полётов, которые прошли без заметных инцидентов. После семнадцатого испытательного полёта, осенью 1944 года V1 был отправлен на хранение и программа Ju 287 испытаний была завершена.   
Однако в марте 1945 года, по не совсем ясным причинам, программа 287 была вновь развёрнута. Рейхсминистерство авиации затребовало как можно быстрее начать серийное производство нового реактивного бомбардировщика в объёмах 100 самолетов в месяц. Прототип V1 был извлечён из хранилища и передан в Главный Центр оценки и испытаний Люфтваффе в Атрехлине, но был уничтожен во время бомбардировки союзниками, прежде чем он смог снова подняться в воздух.    
Из-за постоянных проблем с новыми двигателями, способными обеспечить новому самолёту требуемую тяговооружённость, окончательный вариант Ju 287 предлагалось переделать в ударный беспилотник для поражения наземных целей. Предполагалось, что начинённый взрывчаткой "дрон" будет пилотироваться с закреплённого сверху фюзеляжа истребителя Me 262. По мере приближения к цели дрон должен был отделяться и пилот Me 262 должен был контролировать полёт беспилотника до самого поражения цели.     
В конце апреля 1945 года завод Юнкерса, строивший V2 и V3, был захвачен американскими войсками и впоследствии передан под контроль советской администрации. На тот момент V2 был завершён на 80%, а строительство V3 только началось. Вокке и его сотрудники вместе с двумя недостроенными прототипами были вывезены в Советский Союз.

## Летно-технические характеристики
| Параметр | Длина, м | Высота, м | Размах крыла, м | Вес пустого, кг | Максимальный взлетный вес, кг | Силовая установка | Макс. скорость, км/ч | Дальность, км | Скороподъемность м/мин |
| -------- | -------- | --------- | --------------- | --------------- | ----------------------------- | ----------------- | -------------------- | ------------- | ---------------------- |
| Значение | 18.3     | 4.7       | 20.11           | 12 500          | 20 000                        | 4(6) Jumo-004B    | 780                  | 1570          | 580                    |